# Station Rosières (Frankrijk)
Station Rosières is een spoorwegstation in de Franse gemeente Rosières-en-Santerre.